# Asuán
Asuán o Aswan (en copto: Ⲥⲟⲩⲁⲛ, romanizado: Souan [swɑn], en árabe: أسوان‎, romanizado: ʾAswān [ʔɑsˈwɑːn]) es la ciudad más meridional de Egipto, en el margen oriental del Nilo, a la altura de la primera catarata. Es la capital de la gobernación homónima.

## Toponimia
En la antigüedad clásica (grecorromana) llevaba el nombre de Siena (Syene) del cual deriva Asuán (Syene → As Syene → As Suen → As Suán → Asuán).
Supuestamente el nombre de la antigua ciudad de Swenett deriva de la deidad del mismo nombre. Esta diosa fue identificado más adelante como Ilitía por los griegos e Ilithya por los romanos durante su ocupación. El nombre egipcio de la ciudad aparece en multitud de monumentos egipcios y en escritos como el Libro de los Muertos o el Papiro de Turín.
La ciudad es mencionada por numerosos escritores antiguos, incluyendo a Heródoto (ii. 30), Estrabón (ii. p. 133, xvii. p. 797, seq.), Esteban de Bizancio (s. v.), Claudio Ptolomeo (vii. 5. § 15, viii. 15. § 15), Plinio el Viejo (ii. 73. s. 75, v. 10. s. 11, vi. 29. s. 34) y apareció también en De Architectura (viii. ch ii. § 6), en el Itinerario de Antonino (p. 164) y en el Libro de Isaías en las Escrituras (Isaías 49:12).

## Historia

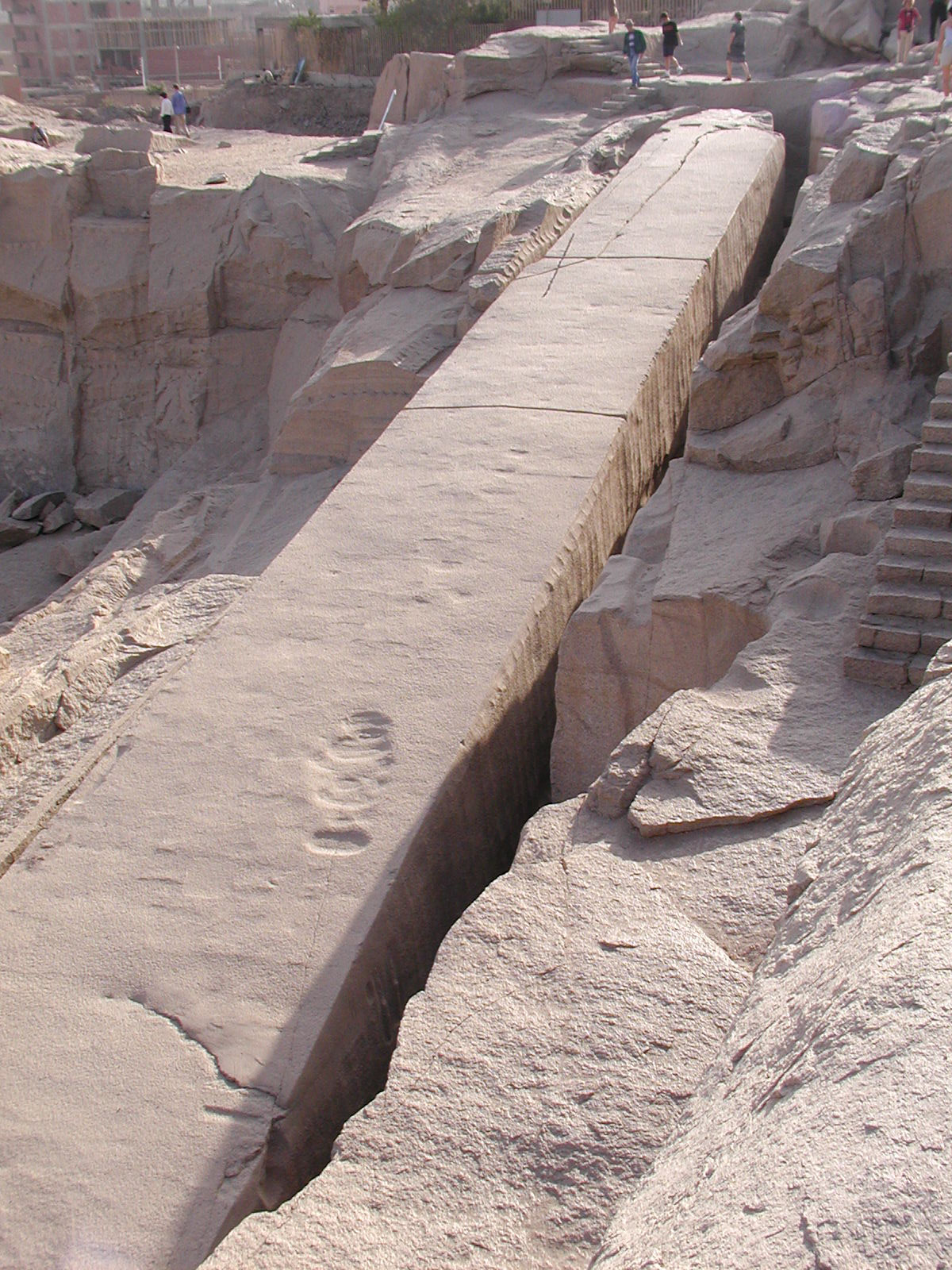
Obelisco inacabado de Asuán

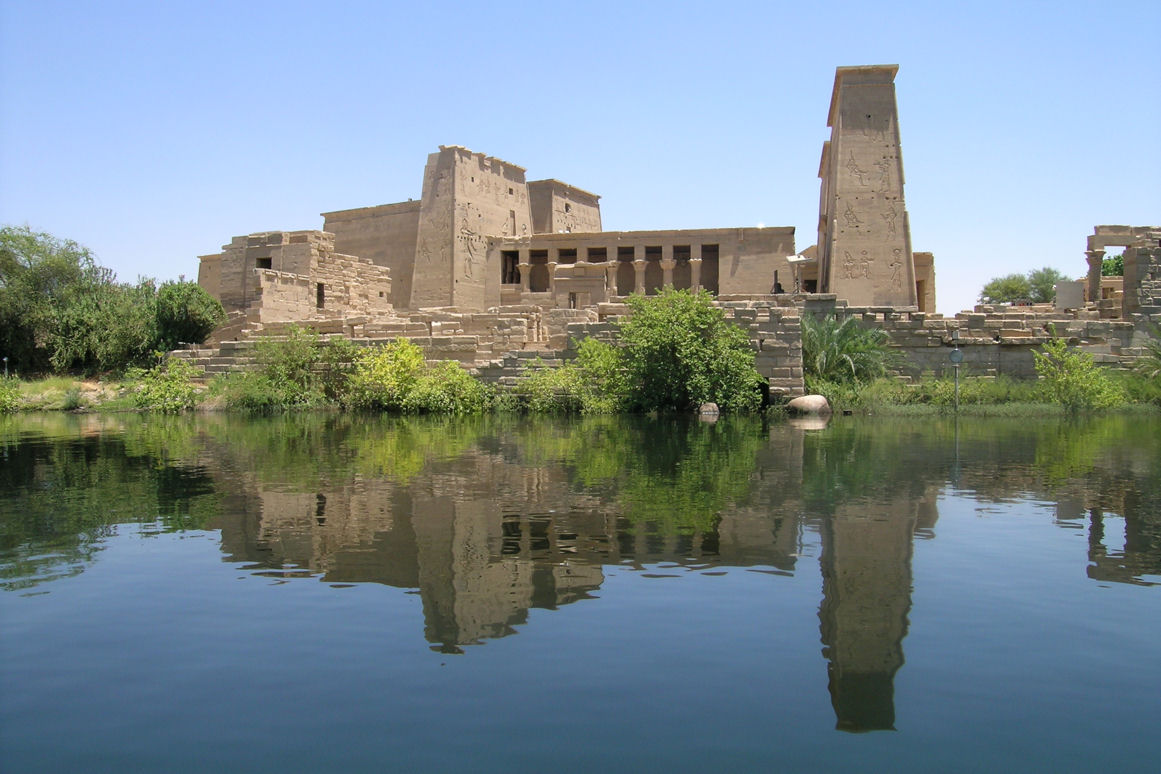
El templo de Isis en Filé

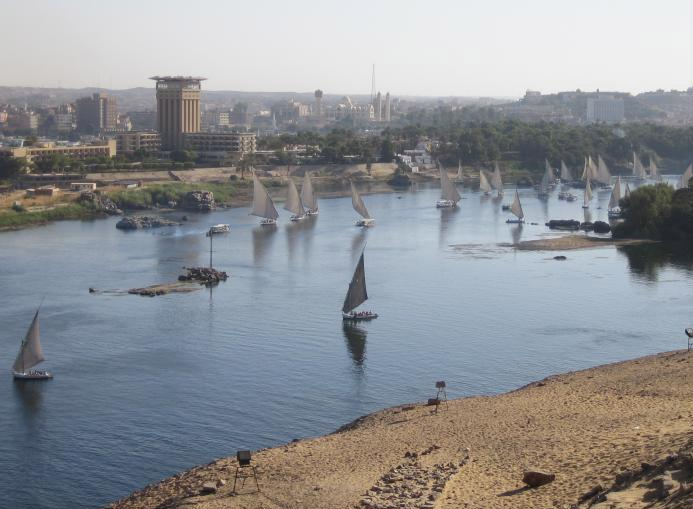
Vista aérea de las riberas sobre el Nilo

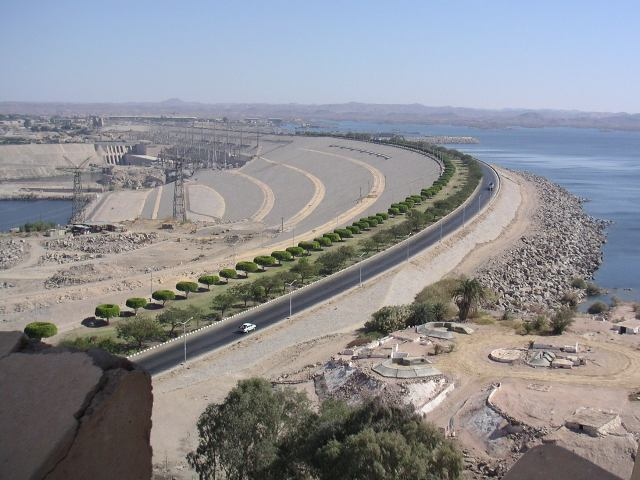
Presa de Asuán

### Época antigua
Asuán es la antigua ciudad de Swenet la cual fue frontera del Antiguo Egipto por el sur. Egipto siempre comenzaba en Swenet debido a que la ciudad está inmediatamente debajo de la primera catarata del Nilo y la navegación desde aquí al delta era posible desde esta posición sin encontrar ninguna barrera.
Las canteras de piedra del Antiguo Egipto se localizaron aquí y sobre todo la roca granítica llamada sienita. Estas piedras eran usadas para crear estatuas colosales, obeliscos y los lugares santos que están en todas partes de Egipto, incluyendo las pirámides; además aún se pueden observar en la piedra natural, los restos de los picapedreros que trabajaron en la zona hace 3000 años.
Bajo cada dinastía la ciudad fue utilizada como guarnición y fue aquí donde se imponían los peajes de los barcos que pasaban desde el sur hasta el norte.
La latitud de la ciudad, localizada en 24° 5′ 23″ fue objeto de interés por parte de algunos geógrafos antiguos. Estos estimaron que la ciudad estaba asentada en el trópico pues durante el día del solsticio de verano un objeto vertical no arrojaba ninguna sombra.
El erudito griego Eratóstenes (siglo III a. C.) usó medidas para impugnar la teoría de que la tierra era plana e intentó determinar la longitud de la circunferencia de la Tierra. Tomando Asuán y Alejandría como extremos de un arco de circunferencia, dedujo su radio midiendo la diferencia de longitud de las sombras arrojada en el solsticio y la distancia entre ambas ciudades, logrando así obtener una estimación de la circunferencia de la Tierra.

### Época cristiana
En esta época de evangelización de la población Asuán fue un punto importante de paso al resto de África y de aquí partían los predicadores hacia Etiopía.

### Época árabe
A mediados del siglo VIII se tiene referencia de una pérdida de comunicación con Nubia lo cual hace perder a la ciudad gran poder comercial.

### Época contemporánea
En los últimos tiempos la ciudad es un centro turístico muy importante debido a los frecuentes cruceros que se acercan para observar la presa de Asuán.

## Clima
Asuán presenta un clima desértico cálido (BWh ). Asuán es una de las ciudades más calurosas, soleadas y secas del mundo. Las temperaturas medias altas se mantienen constantemente por encima de 40 grados Celsius (104 °F) durante el verano (junio, julio, agosto y también septiembre), mientras que las temperaturas medias bajas se mantienen por encima de 25 grados Celsius (77,0 °F). Las temperaturas máximas promedio se mantienen por encima de 23 grados Celsius (73,4 °F) durante el mes más frío del año, mientras que las temperaturas mínimas promedio se mantienen por encima de 8 grados Celsius (46,4 °F). Los veranos son muy prolongados y extremadamente calurosos con un sol abrasador, aunque el calor del desierto es seco. Los inviernos son breves y agradablemente suaves, aunque a veces las noches pueden ser frescas.
El clima de Asuán es extremadamente seco durante todo el año, con menos de 1 mm (0.04 pulgadas) de precipitación media anual. La ciudad desértica es una de las más secas del mundo y no llueve todos los años; Asuán es una de las ciudades menos húmedas del planeta, con una humedad relativa media de sólo el 26%, con una media máxima del 42% durante el invierno y una media mínima del 16% durante el verano.
El clima de Asuán es extremadamente claro, brillante y soleado durante todo el año en todas las estaciones, con una variación estacional baja y casi 4.000 horas de sol al año, muy cerca de la duración máxima teórica de la luz solar. Asuán es uno de los lugares más soleados de la Tierra.
La temperatura récord más alta fue de 51 °C (124 °F) el 4 de julio de 1918, y la temperatura récord más baja fue de -2.4 °C (27.7 °F) el 6 de enero de 1989. 

## La presa de Asuán
El Nilo se desbordaba anualmente, cuando las aguas procedentes de Uganda y Sudán fluían hacia el bajo Nilo en verano. Desde la más remota antigüedad, estas crecidas fueron las que convirtieron las tierras próximas al río en una fértil vega, ideal para la agricultura, al dejar un sedimento de nutrientes y minerales en el suelo, el limo. Sin embargo, la impredecible alternancia del nivel de las crecidas conllevaba a veces la pérdida de cosechas enteras por anegamiento o sequía y la consiguiente hambruna en la población, por lo que se consideró necesaria la construcción de una presa que regulara el nivel de las inundaciones para proteger las tierras de labor y los campos de algodón.
Se han construido en esta zona dos presas: la nueva Presa Alta de Asuán y la menor y más antigua, Presa de Asuán o Presa Baja de Asuán. La construcción de la Presa Baja fue iniciada por los británicos en 1899 y se concluyó en 1902. El diseño inicial tenía 1900 m de largo por 54 m de alto y pronto se descubrió que era inadecuado, por lo que se procedió a aumentar su altura en dos fases: de 1907 a 1912 y de 1929 a 1933. Cuando la presa estuvo a punto de desbordarse en 1946 se decidió que, en lugar de aumentar su altura por tercera vez, se construyera una segunda presa ocho kilómetros río arriba.
La Presa Alta (El saad al Aali) comenzó a construirse en 1952, exactamente tras la revolución de Nasser y, en principio, los Estados Unidos ayudarían a financiar la construcción con un préstamo de 270 millones de dólares. La oferta de ayuda fue retirada a mediados de 1956 y el gobierno egipcio se propuso continuar el proyecto en solitario, utilizando los ingresos que proporcionaba el Canal de Suez como ayuda en la construcción. Sin embargo, en 1958 intervino la Unión Soviética (en plena Guerra fría por el dominio de África) pagando, posiblemente, un tercio del costo de la inmensa presa de piedra y arcilla como regalo. Aparte de esta ayuda monetaria, proporcionaron técnicos y maquinaria pesada y el diseño corrió a cargo del instituto ruso Zuk Hydroproject. La construcción comenzó en 1960. La Presa Alta fue concluida en su totalidad el 21 de julio de 1970.
La comunidad arqueológica advirtió de los numerosos monumentos antiguos que quedarían sumergidos y la Unesco patrocinó una operación de rescate a lo largo de la década de 1960 que permitió la localización, desmontado y traslado a zonas más elevadas, como el Templo de Abu Simbel, o su donación a los países que colaboraron en el rescate, como el Templo de Debod instalado en Madrid (España), de 24 de esos complejos. La contención de las aguas formó un inmenso lago artificial, el Lago Nasser, que cubrió la mayor parte de la Baja Nubia y obligó al traslado de 90 000 personas. La producción eléctrica se inició en 1967, proporcionando la mitad de la electricidad consumida en el país y permitiendo el inicio del suministro eléctrico también a aldeas y pueblos. En el lago se instaló una industria pesquera.
Los técnicos no tuvieron en cuenta el impacto sobre el entorno, la flora, la fauna y los habitantes locales, que perdieron su tierra y modo de vida tradicional. Las regulares crecidas del río desaparecieron con graves consecuencias: sedimentación excesiva aguas arriba, erosión aguas abajo, desaparición de especies migratorias, disminución de las poblaciones de peces autóctonos, destrucción y salinización del Delta (al disminuir el caudal el mar ha penetrado en la desembocadura) con penetración de especies marinas, aumento del nivel freático, contaminación del río con fertilizantes, herbicidas y pesticidas de la moderna agricultura para paliar la disminución de fertilidad y aumento del riesgo sanitario al crear los nuevos canales de riego y el gran lago un hábitat para animales transmisores de enfermedades como el mosquito de la malaria.

## Patrimonio
En la ciudad destacan estos:
- Obelisco inacabado de Asuán
- Museo de Nubia
- Cementerio musulmán
- Jardines de la Fira

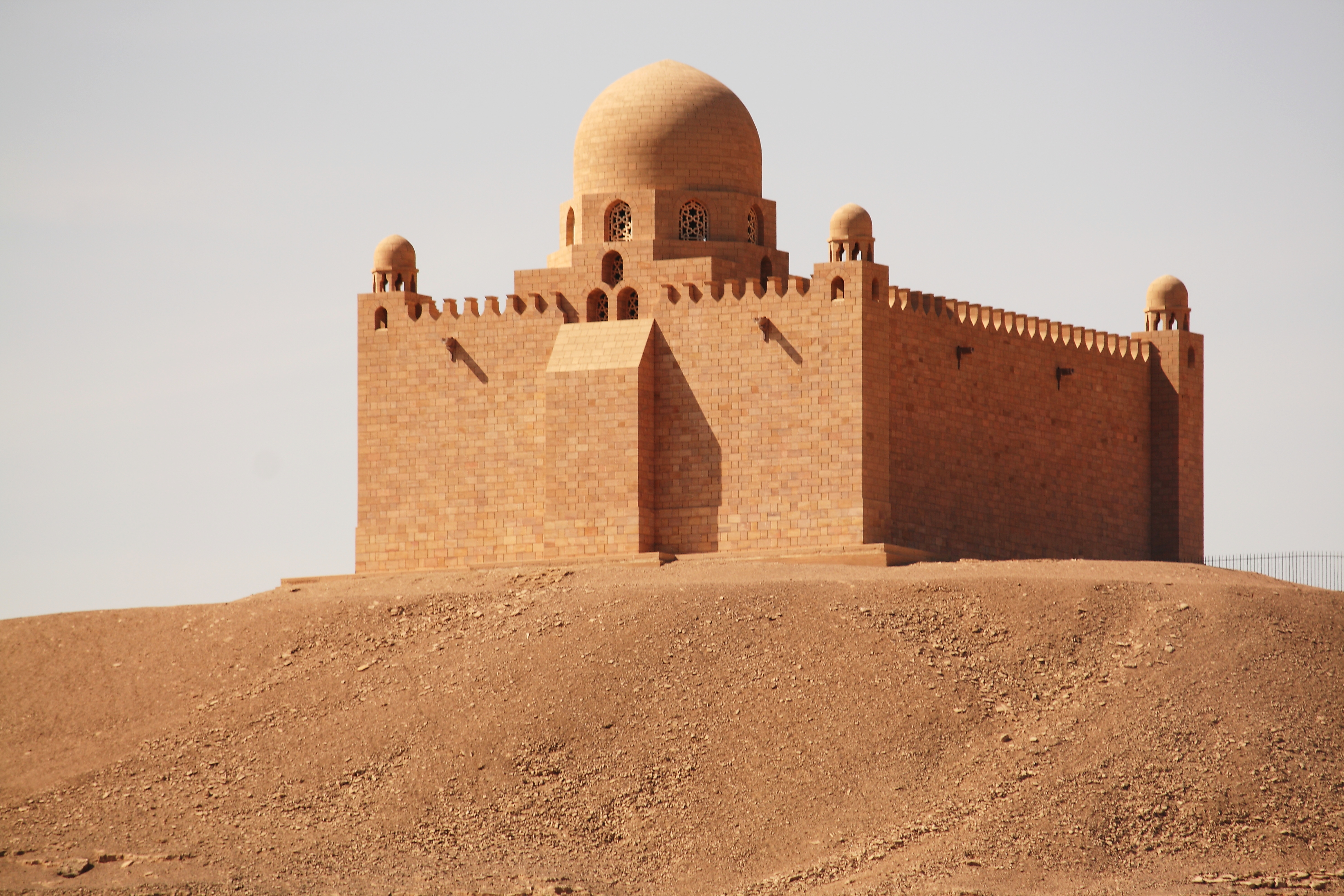
Mausoleo del Aga Khan.

- Sarcófago grecorromano y coloso inacabado

A la otra orilla del río destacan el Mausoleo del Aga Khan, la Tumba de la Princesa y el monasterio de San Simón.
En la isla Elefantina destacan el Museo de Asuán, el Nilómetro y el Templo de Knum.

## Galería

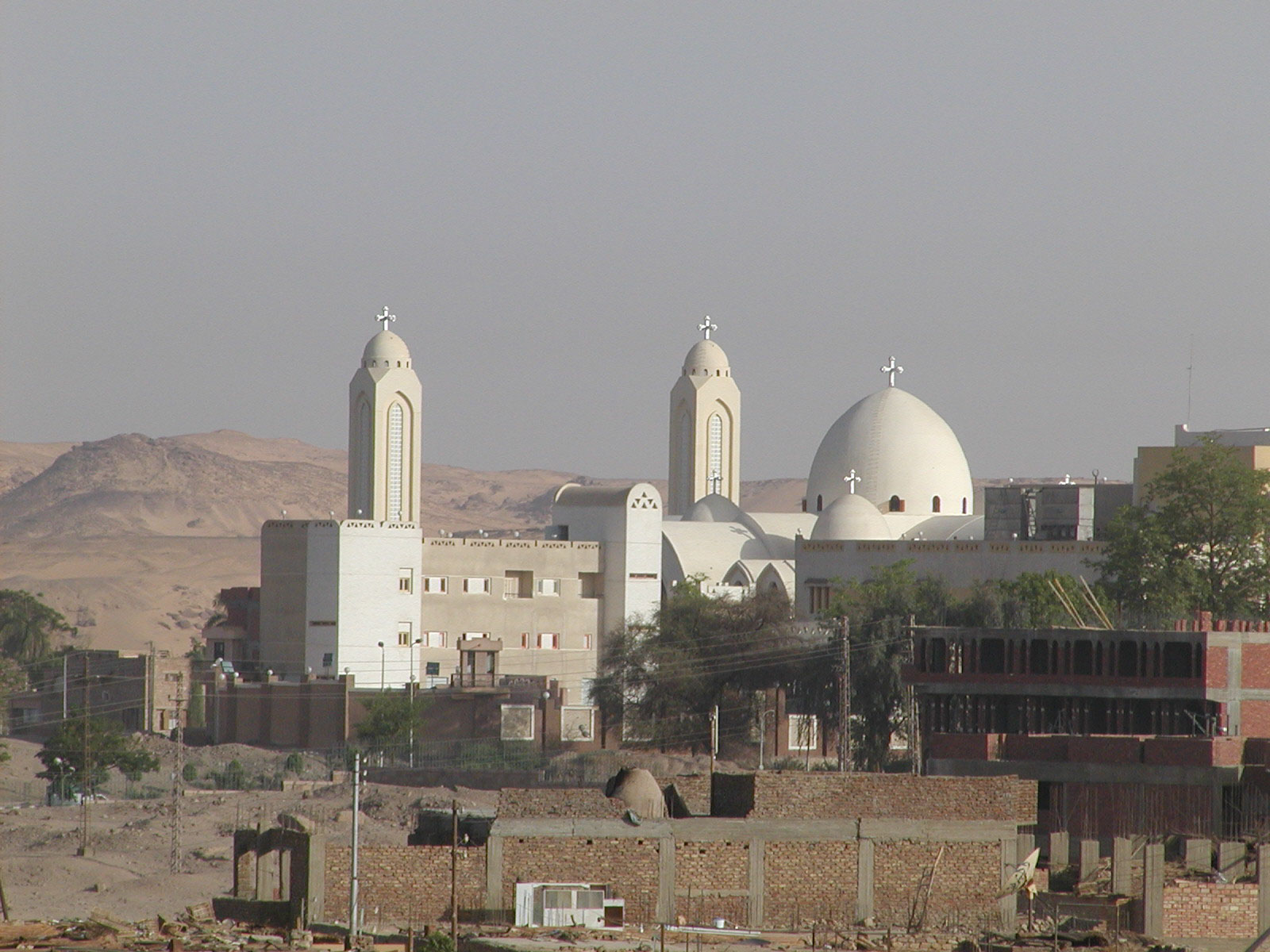
Catedral en Asuán
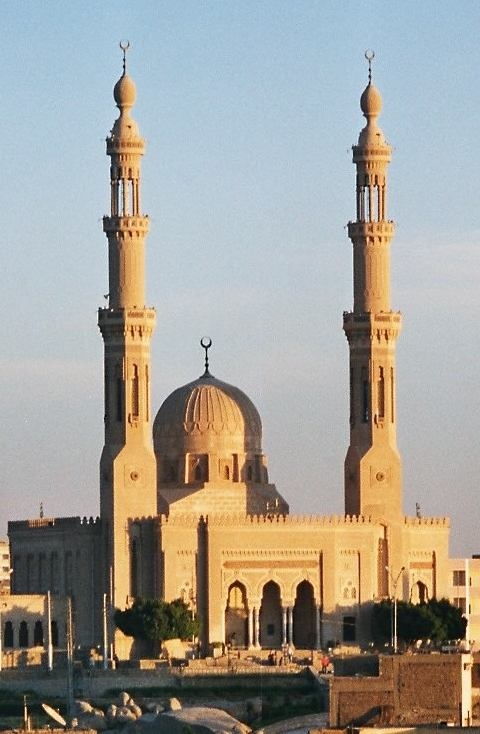
Mezquita en Asuán
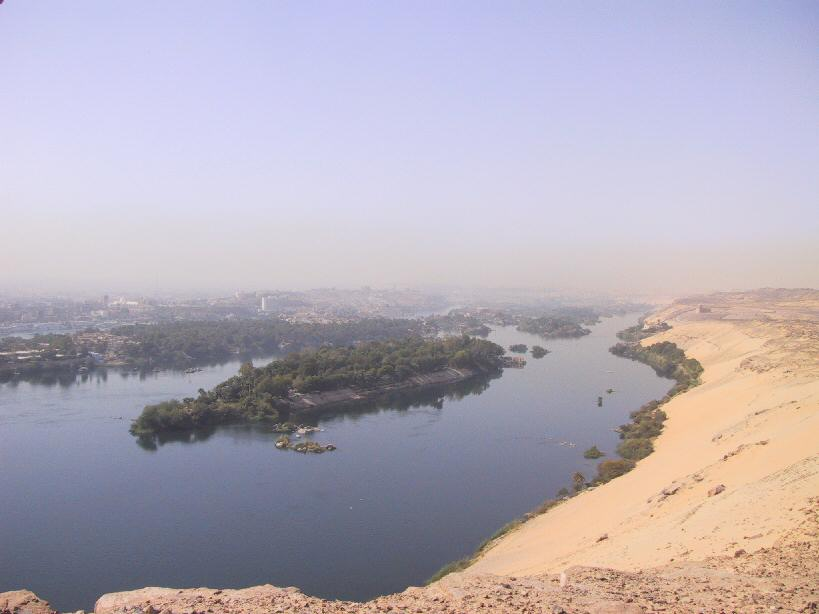
El Nilo desde Asuán

Templo del Arcángel Miguel
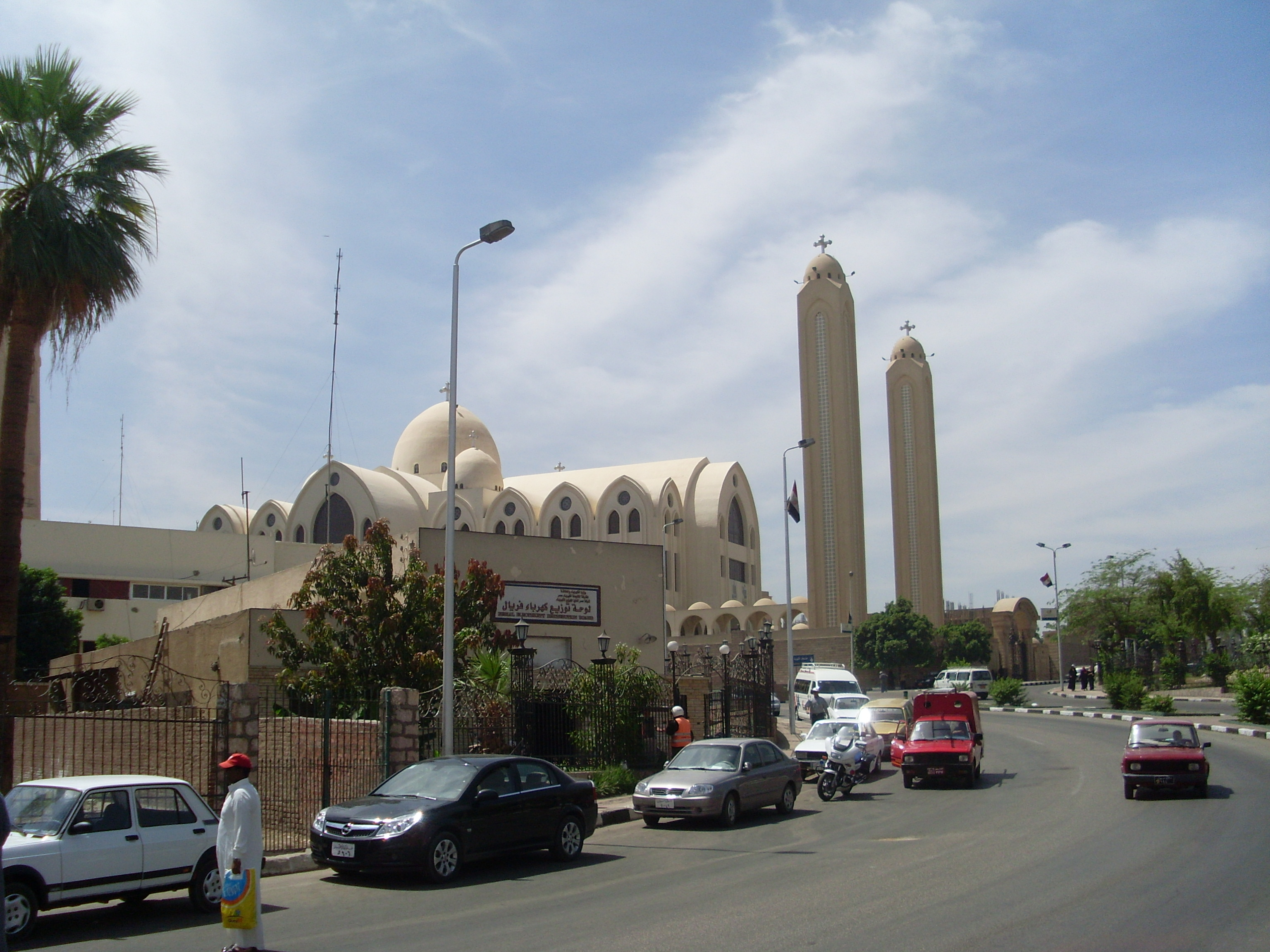
Iglesia copta de Asuán dedicada al Arcángel Miguel
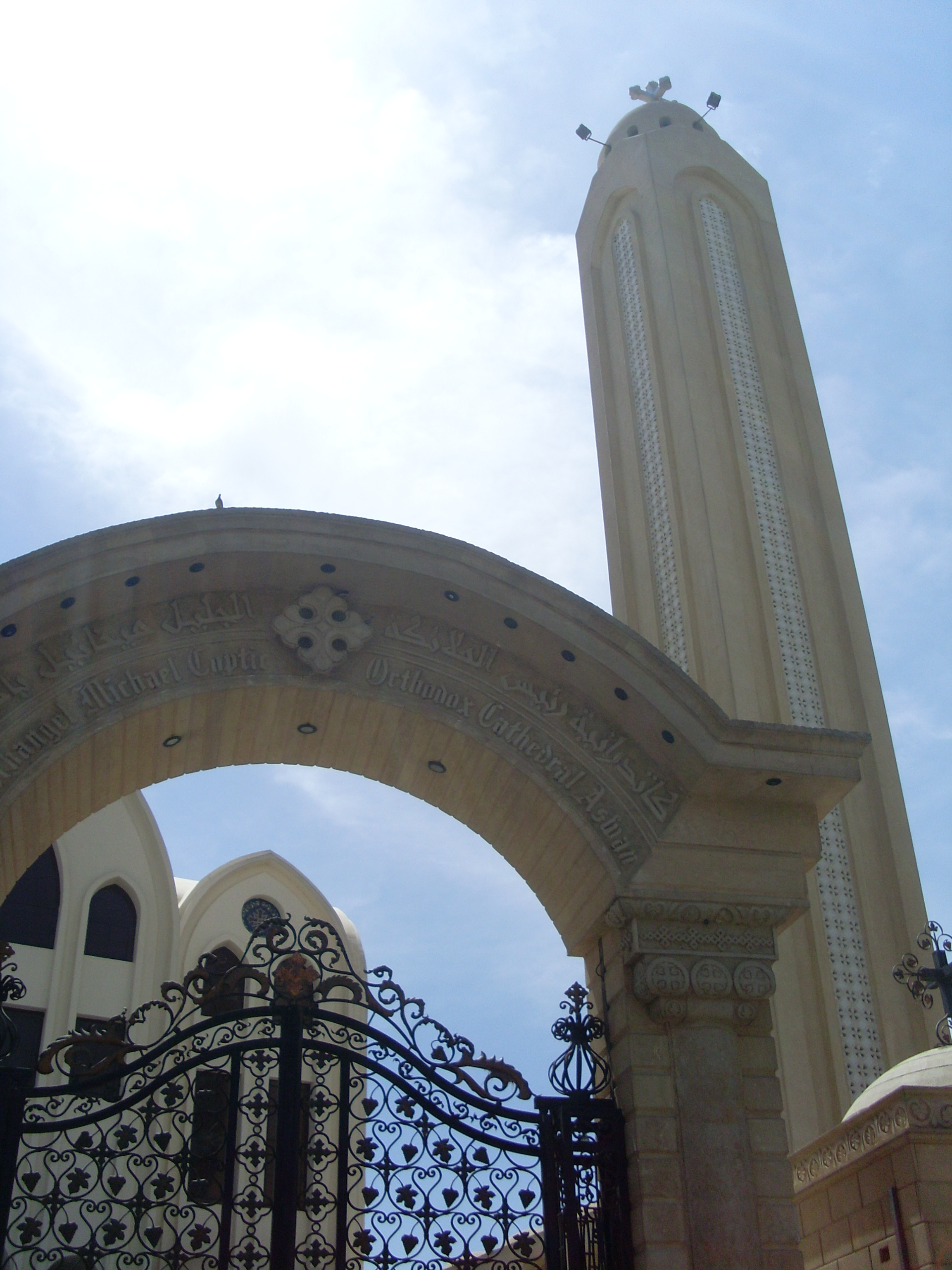
Campanario del templo.
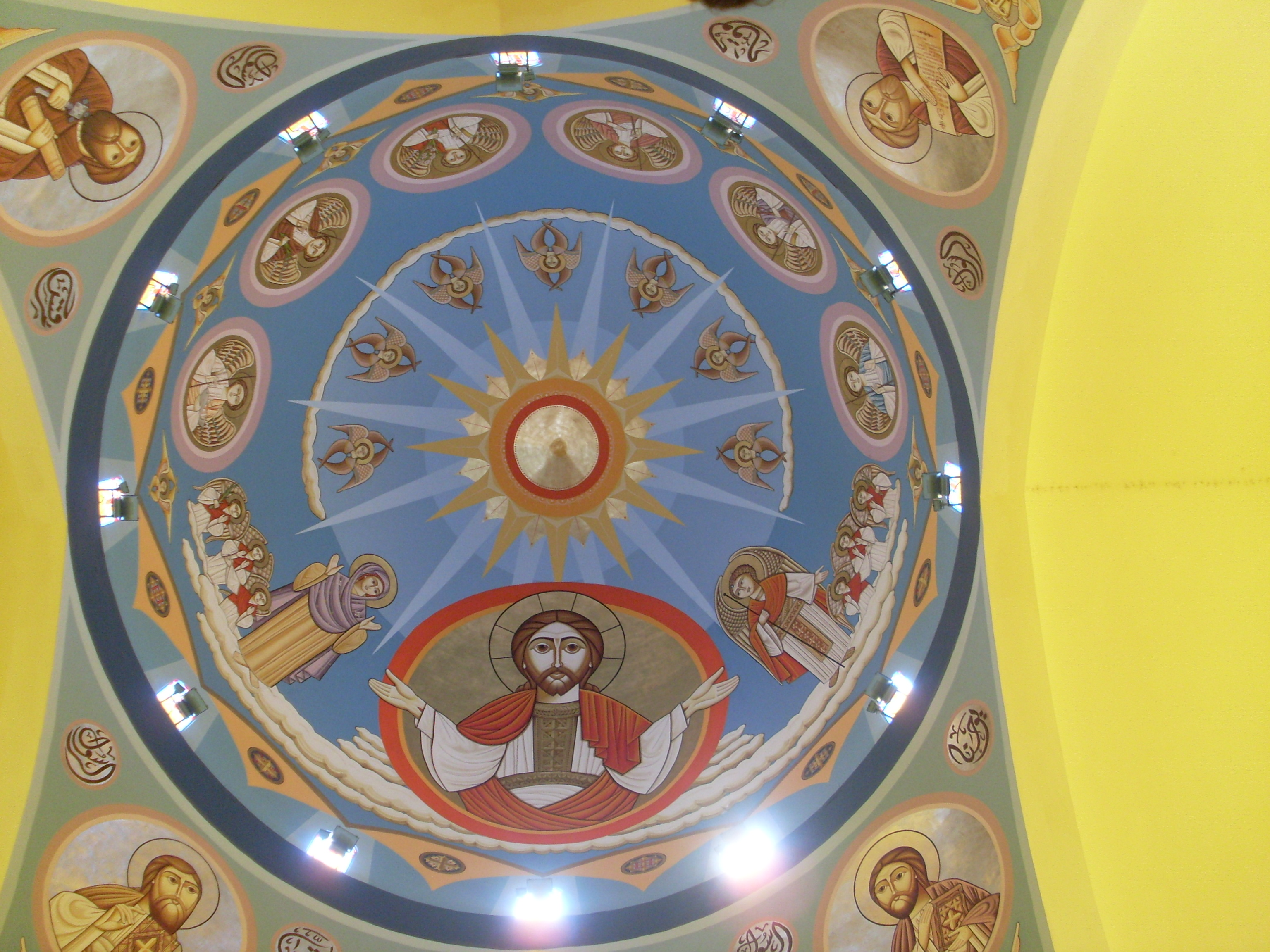
Interior de la cúpula.
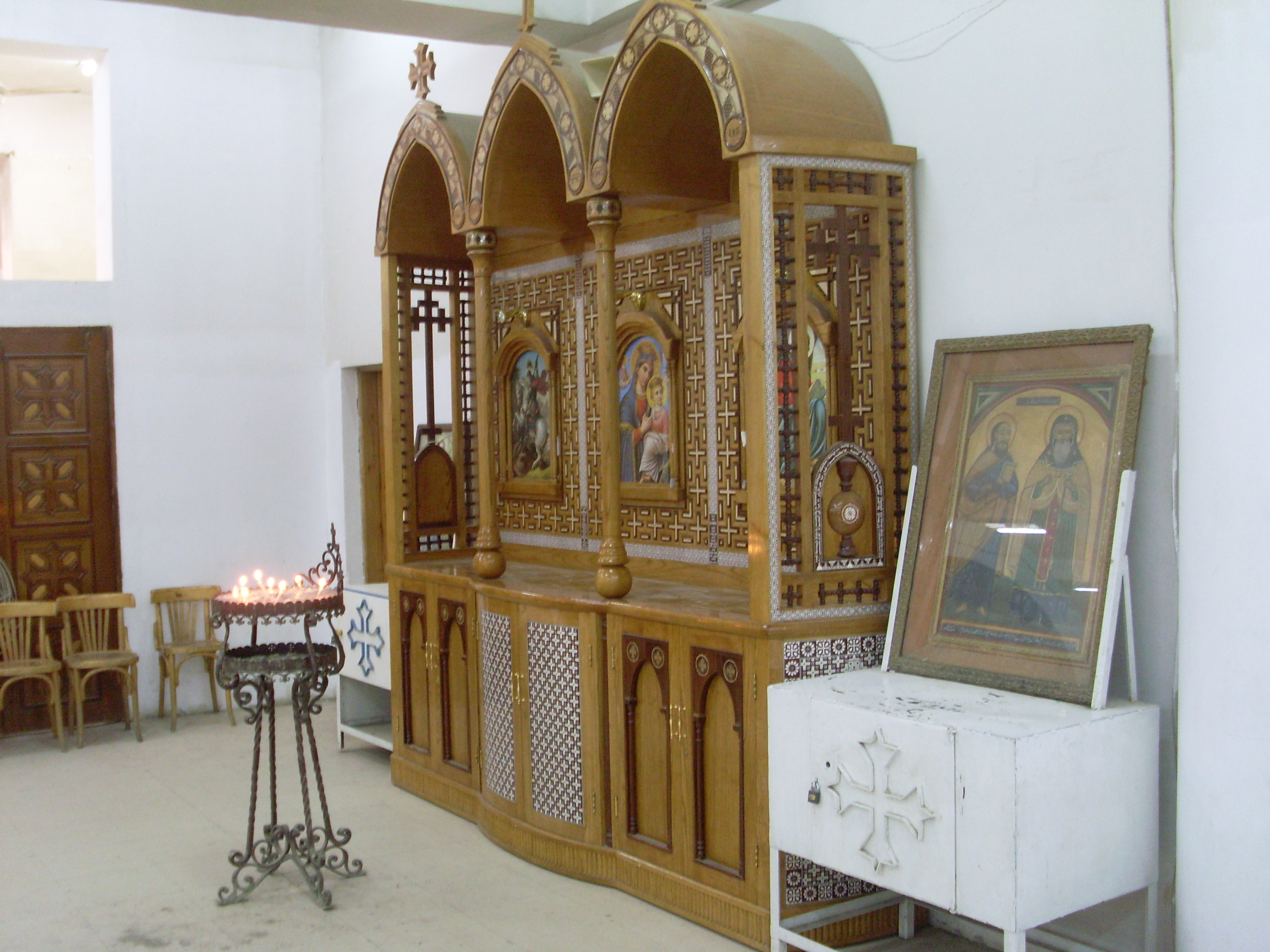
Interior del templo.
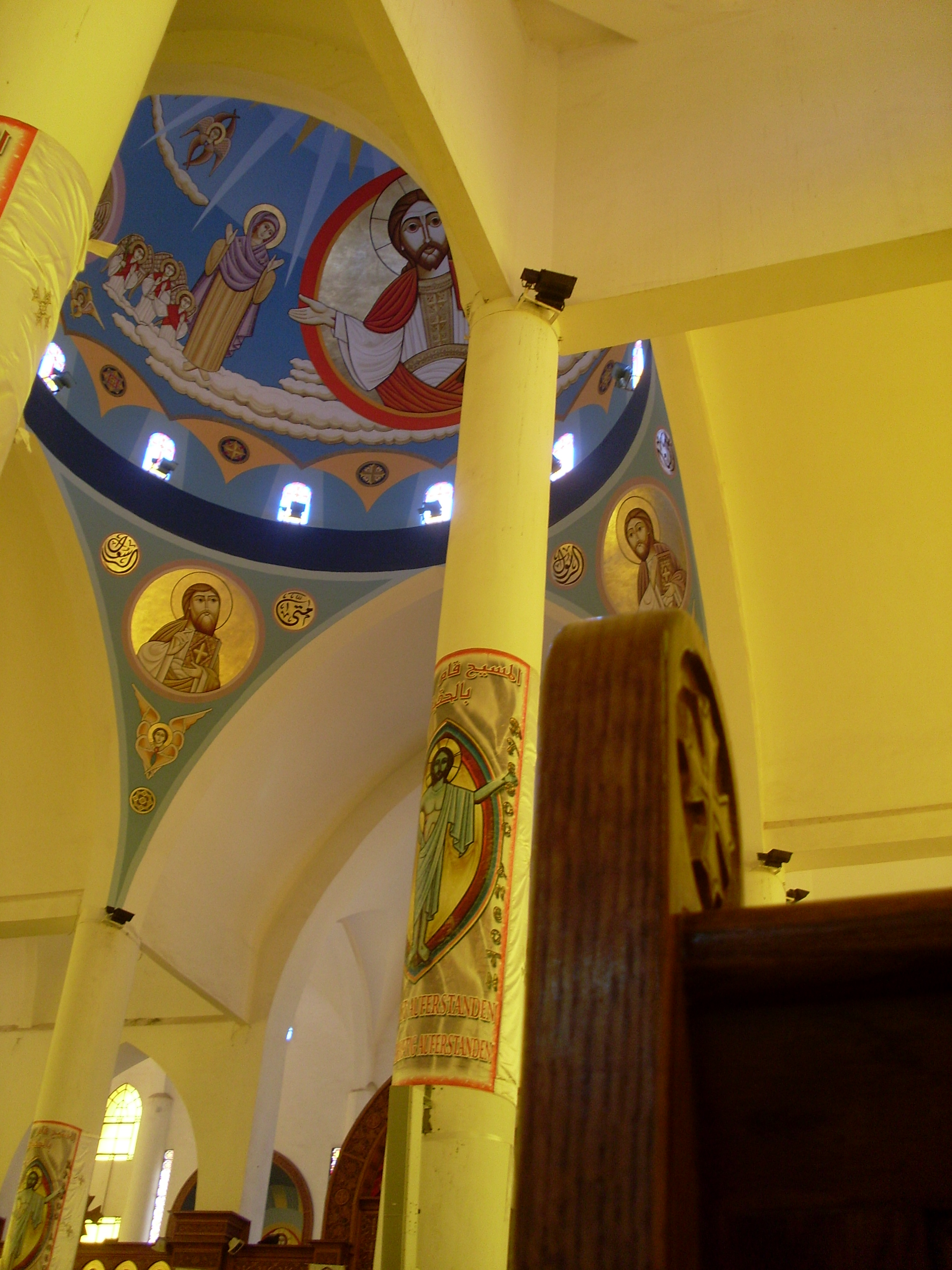
Cúpula sobre el altar.
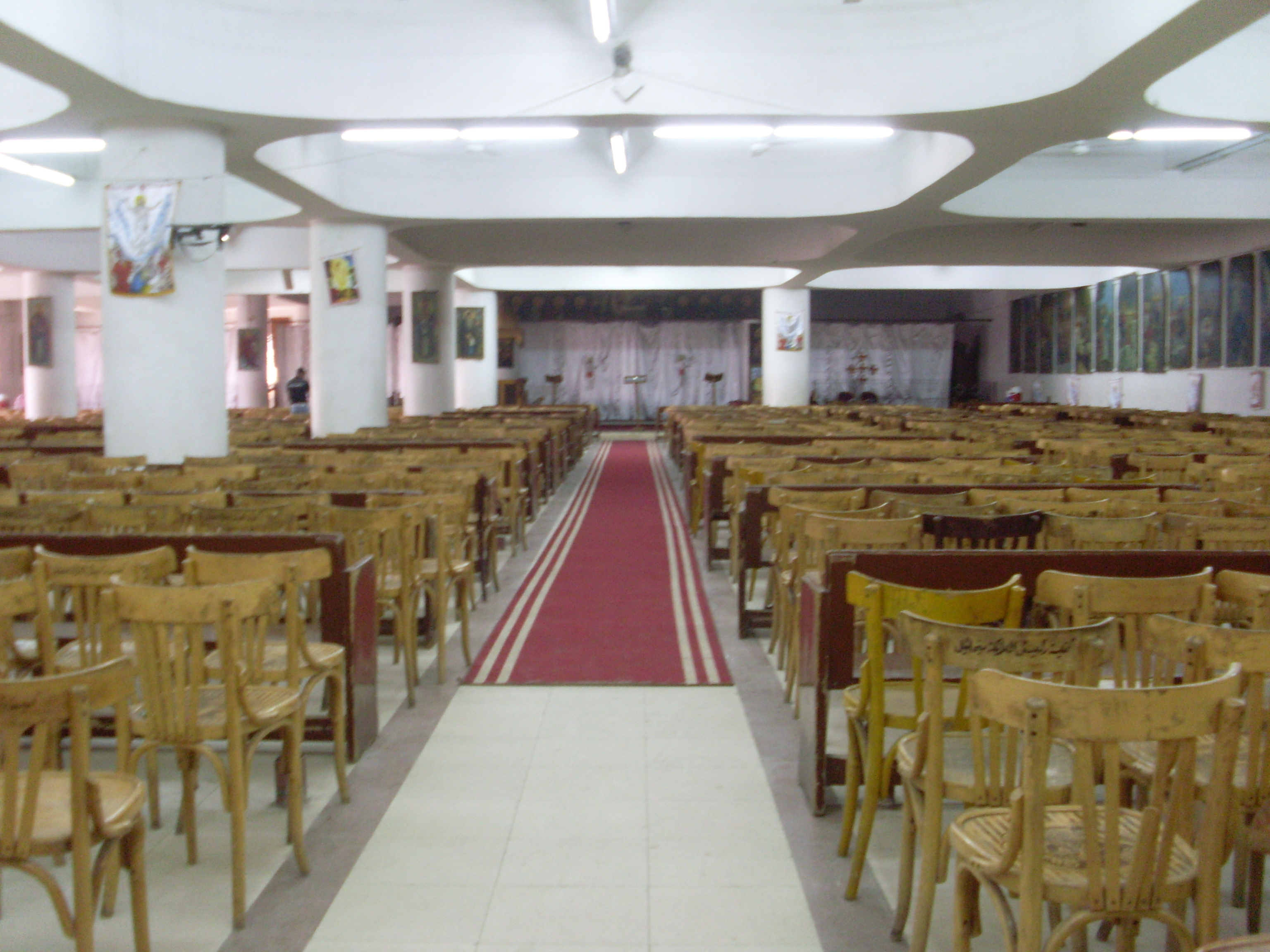
Planta baja del templo.

## Personajes nacidos en Asuán
- Mohamed Mounir, cantante egipcio.